# Peretinoïne
Peretinoïne (INN) is een retinoïde, verwant aan vitamine A, dat in de Europese Unie is toegelaten in de behandeling van hepatocellulair carcinoom.  Dit is een ernstige, potentieel levensbedreigende vorm van kanker.
Peretinoïne is toegelaten als weesgeneesmiddel. Hepatocellulair carcinoom komt voor bij ongeveer 1 op 10.000 mensen (voor een weesgeneesmiddel wordt een drempel van 5 mensen op 10.000 gehanteerd). De toelating werd verleend op 5 augustus 2011.
Peretinoïne is de stof (2E,4E,6E,10E)-3,7-11,15-tetramethylhexadeca-2,4,6,10,14-pentaeenzuur,  een bekende verbinding, die niet door een octrooi beschermd is. Er zijn wel octrooien verleend voor bepaalde synthesemethoden. Het gebruik van de stof als geneesmiddel werd ontwikkeld door het Japanse Kowa Co. uit Nagoya.
Uit recentere in-vitro-onderzoeken blijkt dat peretinoïne ook een gunstig effect kan hebben op infecties met het hepatitis C-virus, dat een belangrijke veroorzaker is van hepatocellulair carcinoom.